# 오타 도모코
오타 도모코(일본어: 太田 朋子, 1933년 9월 7일 ~ )는 일본의 유전학자이며 국립유전학연구소 명예교수이다. 학위는 이학박사.
아이치현 니시카모군 미요시정(현: 미요시시) 출신으로 기무라 모토에 의한 유전자의 ‘분자 진화 중립설’(Kimura 1968, 1969)을 발표한 이후 기무라 모토와 공동으로 중립진화설의 기초를 굳혀 이 업적에 의해 크라포르드상(2015년)을 수상했다.

## 분자 진화 중립설
생물의 돌연변이는 생존에 유리한지 불리한 것 중의 하나이며 유리한 것이 살아남는다는 자연선택설이 1960년대 중반까지 주류를 이뤘지만, 국립유전학연구소의 기무라 모토 명예교수가 돌연변이의 대부분은 유리하지도 불리하지도 않다는 ‘중립설’을 발표해 1970년대 약간 불리하다는 쪽에 가까운 ‘거의 중립’의 변이에서도 집단 규모가 작으면 우연히 확산될 확률이 높아진다는 설을 발표했다. 이 ‘거의 중립설’은 1990년대 이후 단백질이나 유전자의 연구가 진행됨에 따라 인정받게 됐다.

## 주요 경력
- 1956년 : 도쿄 대학 농학부 졸업
- 1966년 : 노스캐롤라이나 주립 대학교 이학박사 학위 취득
- 1967년 : 국립유전학연구소 연구원
- 1972년 : 도쿄 대학 이학박사 ‘Theoretical study on linkage disequilibrium and associative overdominance in finite populations’
- 1984년 : 국립유전학연구소 교수
- 1984년 : 미국 예술 과학 아카데미 외국인 명예회원(일본인 여성으로서는 최초)
- 1996년 : 국립유전학연구소 명예교수
- 2002년 : 미국 과학 아카데미 외국인 회원

## 수상 경력
- 1981년 : 제1회 사루하시상
- 1985년 : 일본 학사원상
- 2002년 : 문화공로자
- 2006년 : SMBE Council Award for Lifetime Scientific contributions to Evolutionary Biology
- 2015년 : 크라포르드상
- 2016년 : 문화훈장[2]

## 저서
- 오타 도모코 (2009년). 《分子進化のほぼ中立説―偶然と淘汰の進化モデル》 [분자 진화의 거의 중립설 - 우연과 도태의 진화 모델]. 고단샤. ISBN 978-4062576376.

## 참고 문헌
- Ohta, T. (1973). “Slightly deleterious mutant substitutions in evolution”. 《Nature》 246 (5428): 96–98. doi:10.1038/246096a0. PMID 4585855.
- Ohta, T. and Gillespie, J.H (1996). “Development of Neutral and Nearly Neutral Theories”. 《Theoretical Population Biology》 49 (2): 128–142. doi:10.1006/tpbi.1996.0007. PMID 8813019.
- Ohta, T. (2002). “Near-neutrality in evolution of genes and gene regulation”. 《Proceedings of the National Academy of Sciences》 99 (25): 16134–16137. doi:10.1073/pnas.252626899. PMC 138577. PMID 12461171. Inaugural Article,
- Steen, TY. (2008). “The Case of Ohta Tomoko: A Woman Geneticist in the Neutralist-Selectionist Evolution Controversy”. 《Historia Scientiarum》 18 (2): 172–184.  보관됨 2019-01-05 - 웨이백 머신
- Steen, TY. (1996). “Always an excentric?: A Brief Biography of Motoo Kimura”. 《Journal of Genetics》 75 (1): 19–25.